# Svenska Högarna
Svenska Högarna  es un pequeño grupo de islas y un faro situado al este de Möja, en el archipiélago de Estocolmo, parte del país europeo de Suecia. El faro se encuentra en la isla más grande llamada Storön, y es el único faro en el archipiélago de Estocolmo con el diseño clásico de hierro del arquitecto Nils Gustaf von Heidenstam. El Faro de Svenska Högarna  fue encendido en 1874 con una lámpara de aceite de colza. En 1887, una lámpara de parafina se instaló, mientras que en 1966 se electrificó y en 1986 se colocaron células solares para generar energía.